# Спинтарископ

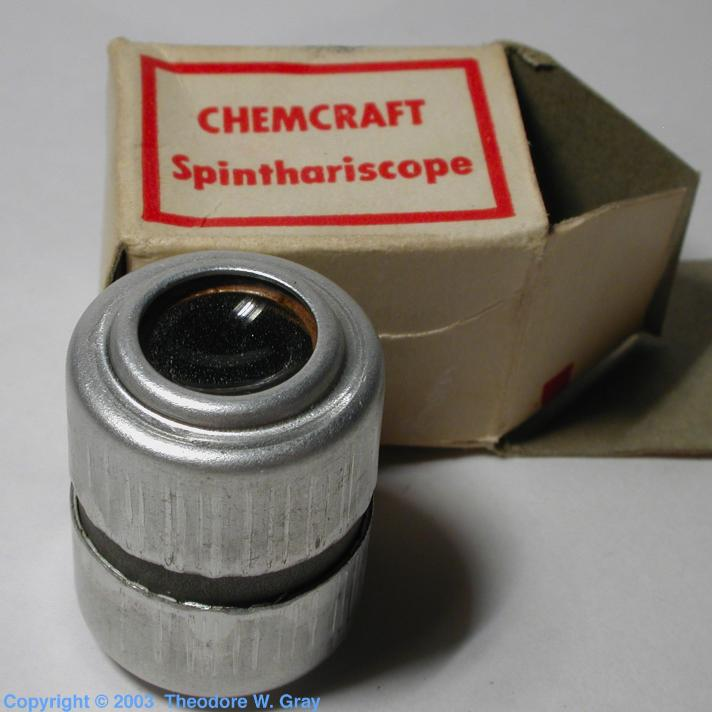
Спинтарископ-игрушка. Продавался в США в 1950-х годах

Спинтариско́п (от греч. σπινθήρα — искра и σκοπέω — смотрю, наблюдаю) — прибор для визуального наблюдения быстрых α-частиц. Изобретён Уильямом Круксом в 1903 г. В настоящее время (2016 г.) в физических экспериментах не применяется, однако стал прообразом более совершенных сцинтилляционных детекторов.

## Принцип действия
Падая на поверхность, покрытую слоем сцинтиллирующего вещества (например, сульфида цинка), быстрая α-частица, порождённая, например, α-распадом ядер природного урана, вызывает слабую световую вспышку, которую можно наблюдать адаптированным к темноте невооружённым глазом или с помощью лупы невысокого увеличения. Спинтарископ — родоначальник сцинтилляционных счётчиков быстрых заряженных частиц.

## Историческая роль
В своё время этот прибор сыграл существенную роль в установлении строения атома в экспериментах Гейгера — Марсдена, на основании которых Резерфорд в 1911 г. предложил планетарную модель атома.